# 馬爾卡韋利縣
馬爾卡韋利縣（西班牙語：Cantón Marcabelí），是厄瓜多爾的縣份，位於該國南部，由埃爾奧羅省負責管轄，面積147平方公里，2001年人口4,930，人口密度為每平方公里33.54人。